# Bezirksgemeinde Dobele
Die Bezirksgemeinde Dobele (lettisch Dobeles novads) – wie alle Novadi Lettlands in rechtlichem Sinne eine Großgemeinde – liegt im Südwesten Lettlands in der historischen Landschaft Semgallen. Ihr Verwaltungssitz ist in Dobele.
Die Bezirksgemeinde entstand im Rahmen einer Verwaltungsreform zum 1. Juli 2021 durch den Zusammenschluss des alten Bezirks Dobele mit den Bezirken Auce und Tērvete, sodass er dem Kreis Dobele entspricht, der bis 2009 Bestand hatte.

## Geografie
Das Gebiet grenzt im Süden an Litauen, im Westen an die Bezirksgemeinde Saldus, im Norden an die Bezirksgemeinde Tukums und im Osten an die Bezirksgemeinde Jelgava.
Die größten Seen sind der Zebrus-See und der Lielauce-See, größte Flüsse die Bērze im Norden, die Auce im mittleren Teil sowie die Tērvete und die Svēte im Süden der Bezirksgemeinde.

## Gliederung
Die Bezirksgemeinde umfasst die 2 Städte (pilsētas) Auce und Dobele sowie 19 Gemeinden (pagasti):
| - Annenieki - Augstkalne - Auri - Bēne - Bērze - Biksti - Bukaiši | - Dobele (Land) - Īle - Jaunbērze - Krimūna - Lielauce - Naudīte - Penkule | - Tērvete - Ukri - Vecauce - Vītiņi - Zebrene |

## Verkehr
Durch die Bezirksgemeinde verläuft die Bahnstrecke Jelgava–Liepāja mit Bahnhöfen in Biksti und Dobele sowie die Bahnstrecke Glūda–Reņģe mit Bahnhof in Bēne. Wichtigste Straßenverbindung ist die von Ost nach West verlaufende Staatsstraße A9 von Riga nach Liepāja. Bei Penkule gibt es einen Flugplatz.

## Nachweise
1. ↑  Law on Administrative Territories and Populated Areas, likumi.lt, abgerufen am 18. August 2021.